# TCB Band
Le TCB Band est un groupe de musiciens qui a formé la section rythmique d'Elvis Presley d'août 1969 jusqu'à sa mort en 1977 (selon le contexte, le surnom peut également s'étendre aux choristes de Presley pendant cette même période : les Imperials, les Sweet Inspirations, et JD Sumner et The Stamps Quartet).
Les initiales TCB signifient Taking Care of Business, une devise personnelle adoptée par Presley au début des années 1970. Bien que le personnel ait changé au fil des ans, les membres originaux étaient James Burton (guititare principale), Jerry Scheff (basse), John Wilkinson (guitare rythmique), Larry Muhoberac (claviers) et Ron Tutt (batterie). Ils sont apparus pour la première fois en direct lors de la première représentation de Presley à Las Vegas dans ce qui était alors connu sous le nom d'International Hotel (plus tard le Las Vegas Hilton, maintenant Westgate Las Vegas) le 31 juillet 1969.

## Histoire
Lorsque Presley planifia son retour sur scène après son retour réussi à la télévision NBC en 1968, il a dû remplacer les membres originels du groupe Scotty Moore, D.J. Fontana (qui était retourné à son travail de studio) et Bill Black qui avaient formé le Bill Black Combo avant sa mort en 1965.
Le premier appel de Presley a été au guitariste James Burton, qui était membre du groupe de Ricky Nelson et musicien de studio à Nashville et Los Angeles. Il lui demanda de l'aider à former le groupe après l'avoir connu pendant de nombreuses années et l'avoir vu à la télévision. Après que le claviériste Glen Hardin eut décliné l'offre de Burton de rejoindre le groupe, Larry Muhoberac, qui avait joué dans plusieurs sessions d'enregistrement de la bande originale de film de Presley, a accepté son offre de se produire. Burton a ensuite ajouté Jerry Scheff à la basse et John Wilkinson à la guitare rythmique. Muhoberac a suggéré au batteur Ron Tutt de compléter la section. En février 1970, Glen Hardin s'est joint aux claviers, remplaçant Muhoberac qui est retourné travailler en studio à Los Angeles. Selon Hardin, Muhoberac, pour raisons personnelles, ne voulait plus prendre la route. À cette époque, Bob Lanning, un batteur de studio de Los Angeles, s'est joint au groupe, remplaçant brièvement Tutt, qui finalement revint en juillet,.
En 1975, Burton, Tutt et Muhoberac ont soutenu Johnny Cash sur son album, John R. Cash. Avant la mort de Presley en 1977, plusieurs membres actuels et anciens du TCB Band ont formé le noyau du Hot Band d'Emmylou Harris et plus tard du groupe de John Denver. Ces musiciens comprenaient James Burton, Glen Hardin, Emory Gordy. et Jerry Scheff. Burton a quitté le Hot Band au début de 1976 pour se concentrer pleinement à son travail avec Presley et le TCB Band, il a été remplacé dans le Hot Band par le guitariste anglais Albert Lee. Hardin a quitté le TCB Band au début de 1976 pour travailler à plein temps avec Emmylou Harris, et il a été remplacé par Tony Brown.  Larrie Londin, une batteur de session de Nashville, qui a enregistré et parfois tourné avec Presley pendant neuf ans, a remplacé Tutt occasionnellement lors des concerts de 1976 et 1977.

## Tournées avec d'autres musiciens: Après la dissolution du groupe TCB
Avant la mort de Presley en 1977, plusieurs anciens membres du TCB Band ont formé le Hot Band d'Emmylou Harris et le John Denver Band. Ces musiciens comprennent James Burton, Glen Hardin, Emory Gordy Jr. et Jerry Scheff. Burton a quitté le Hot Band en 1976 et a été remplacé par le guitariste anglais Albert Lee. Scheff n'a jamais été membre du Hot Band. Gordy a quitté le groupe de John Denver en 1980, avant de rejoindre brièvement en 1989, et a été remplacé par Scheff. Burton, Hardin et Scheff sont restés dans le groupe de John Denver jusqu'au début de 1994.
Après avoir joué quelques années de la batterie avec le Jerry Garcia Band avant la mort de Presley, Ron Tutt a été invité par Neil Diamond à devenir le batteur permanent de Diamond en concert et en studio. La batterie de Tutt est depuis devenue une caractéristique des concerts de Diamond, ponctuant les moments forts du concert de Diamond avec ses roulements de tambour de style TCB Band et ses coups de cymbales. Tutt est un batteur célèbre et reçoit régulièrement des ovations de la foule en concert lorsqu'il apparaît et prend place derrière sa batterie. Il convient de noter particulièrement le jeu de batterie de Tutt sur la chanson "Holly Holy" pendant les concerts. Tutt a enregistré et tourné avec Diamond jusqu'à sa retraite après avoir été diagnostiqué atteint de maladie de Parkinson.
Tutt apparaît également sur plusieurs enregistrements de Nancy Sinatra.

## Réunions (1979, 1981, 1987, 1997-présent)
Le TCB Band s'est réuni avec une nouvelle formation pour enregistrer son propre album en 1979 de reprises de chansons d'Elvis Presley en hommage à celui-ci. Ils se sont également réunis en 1981 pour accompagner Tony Sheridan, avec Klaus Voormann en appoint, et à nouveau reprenant principalement des enregistrements de Sheridan des chansons d'Elvis Presley.
En juillet 1987, Burton, Hardin, Tutt et Scheff se sont réunis pour participer à une émission spéciale télévisée britannique Love Me Tender : A Tribute to the Music of Elvis Presley mettant en vedette de nombreux musiciens britanniques et américains, dont certains étaient des contemporains de Presley ; le groupe TCB a accompagné Roger Daltrey de The Who pour les interptétations de Mystery Train et Lawdy Miss Clawdy. Daltrey et le groupe TCB ont rejoint ensuite Carl Perkins pour une interprétation de Blue Suede Shoes. L'émission spéciale a été diffusée en août 1987,,. En septembre 1987, Burton, Scheff (qui jouait de la contrebasse au lieu de la basse électrique), Hardin et Tutt se sont réunis à nouveau pour former le noyau du groupe de d'accompagnement de Roy Orbison, contemporain de Presley, pour son émission spéciale télévisée et son album live intitulé Roy Orbison and Friends, A Black and White Night.
Burton, Hardin, Scheff et Tutt se sont réunis à nouveau en 1997 pour interpréter Elvis : The Concert, avec John Wilkinson pour le concert du 25e anniversaire à Memphis. Depuis lors, Burton, Hardin, Tutt et Scheff ont souvent fait des tournées ensemble sous différentes formes, y compris les tournées Elvis : The Concert et spécial Elvis : The Concert qui eurent lieu lors du festival annuel Elvis week organisé par EPE et Graceland. Ils ont aussi souvent soutenu le chanteur britannique Jenson Bloomer et le chanteur autrichien Dennis Jale et son groupe, jouant principalement de la musique du catalogue d'Elvis Presley. Ils ont également soutenu Greg Page des Wiggles pour deux albums solo et quelques concerts en direct.
Cependant, après le concert du 30e anniversaire en 2007, Scheff quitta le groupe et fut remplacé en tournée par Norbert Putnam et Nathan East. Wilkinson est décédé le 11 janvier 2013 d'un cancer, à l'âge de 67 ans. Putnam et East ont quitté le groupe en 2013. Le TCB Band continue actuellement de tourner en soutien à Dennis Jale et son groupe. En 2019, pour la première fois depuis 2014, le TCB Band a interprété un nouveau spectacle dans le style Elvis : The Concert, aux côtés du Royal Philharmonic Orchestra, combinant des éléments des tournées Presley/Philharmonic 2016-2018 avec les anciennes tournées du TCB Band 1997-2014. Aucune autre tournée avec les membres du TCB Band n'a été pfrogrammée après cette date. Malgré cela, le TCB Band (Burton, Hardin et Tutt) s'est produit au spectacle Elvis : The Concert cette année-là pendant la Elvis Week, aux côtés d'« autres vétérans » du groupe des années '70 d'Elvis Presley.
La performance la plus récente du TCB Band a eu lieu en août 2022, dans le cadre de la Elvis Week 2022, lorsque Scheff a retrouvé Hardin, tous deux se produisant lors de deux événements All the King's Men, une jam session et un récit de contes (mettant également en vedette le batteur Gene Chrisman des Memphis Boys, qui avait enregistré avec Elvis Presley en 1969) ainsi qu'un spectacle virtuel de style Elvis : The Concert (intitulé Elvis Presley In Concert) qui clôt chaque année les festivités de la semaine,. Le deuxième événement comprenait également Terry Blackwood, ancien de The Imperials, et Larry Strickland, ancien de J.D. Sumner et le Quatuor de timbres. Hardin et Scheff ont également pris la parole lors de l'événement Conversations on Elvis de leur collaboration avec Elvis. Burton devait les rejoindre pour les trois événements mais a été mis à l'écart en raison de problèmes de santé, à la suite d'un test positif au coronavirus peu de temps avant l'événement.

## Membres

### Actuel
- James Burton - guitare principale (1969-1977, 1979, 1981, 1987, 1997-présent) ; voix (1979)
- Glen D. Hardin - piano, claviers (1970-1976, 1979, 1981, 1987, 1997-présent)

### Ancien
- John Wilkinson - guitare rythmique (1969-1977, 16 août 2002 ; décédé en 2013)
- Jerry Scheff - basse, contrebasse (1969-1973, 1975-1977, 1979, 1987, 1997-2011, 2022)
- Larry Muhoberac - claviers, piano, piano électrique (1969 ; décédé en 2016)
- Ronnie Tutt - batterie (1969-1977, 1979, 1981, 1987, 1997-2021) ; voix (1979) (décédé en 2021)
- Bob Lanning - batterie (1970)
- Eddie Graham — percussion (1970-1971)
- Jerome 'Stump' Monroe - batterie (1971, 1975 ; 24 juin 1977)
- Emory Gordy Jr. - basse, guitare rythmique, claviers (1973, 1979, 1981)
- Duke Bardwell — basse (1974-1975)
- David Briggs - piano électrique, clavinet, piano (1975-1977 ; mort en 2025)
- Shane Keister — piano, synthétiseur Moog (1976)
- Tony Brown - piano, orgue (1976-1977)
- Larrie Londin - batterie (mars 1976, 25-26 juin 1977 ; décédé en 1992)
- Bobby Ogdin - piano électrique, clavinet, piano (1977)
- Tony Smith - guitare rythmique (1997-2007)
- Norbert Putnam - basse (2009-2013)

### invités récurrents
- Nathan East — basse (2009-2013)
- Paul Leim - batterie (2021-présent ; remplaçant occasionnel ou deuxième batteur aux côtés de Ronnie Tutt, 1997-2012)

## Discographie

### Album studio
- The TCB Band (enregistré en 1978, mais jamais sorti jusqu'à ce qu'il soit divulgué en vente)

1. 1. "Mystery Train" (Ronnie on lead vocals)
  2. "Hound Dog" (Ronnie on lead vocals)
  3. "That's Alright Mama" (James on lead vocals)
  4. "Jailhouse Rock" (Ronnie on lead vocals)
  5. "Suspicious Minds" (Ronnie on lead vocals)
  6. "Burnin' Love" (Ronnie on lead vocals)
  7. "Love Me" (Ronnie on lead vocals)
  8. "Little Sister" (Ronnie on lead vocals)
  9. "Heartbreak Hotel" (James on lead vocals)
  10. "Falling In Love with You" (Ronnie on lead vocals)

### Avec Elvis Presley
Plusieurs membres du groupe ont également contribué à certaines des bandes sonores et albums studio de Presley de son vivant.
- - From Memphis to Vegas / From Vegas to Memphis (1969) [Elvis In Person at the International Hotel]
  - On Stage (1970)
  - That's the Way It Is (1970)
  - As Recorded at Madison Square Garden (1972)
  - Aloha from Hawaii via Satellite (1973)
  - Elvis Recorded Live on Stage in Memphis (1974)
  - Today (1975)
  - From Elvis Presley Boulevard, Memphis, Tennessee (1976)
  - Moody Blue (1977)
  - Elvis In Concert (1977)
  - Elvis Aron Presley (box set) (1980)
  - The Alternate Aloha (1988)
  - An Afternoon in the Garden (1997)
  - Live 1969 (box set) (2019)
  - Elvis on Tour (box set) (2022/2023)